# Stepan Pawlowitsch Rjabuschinski

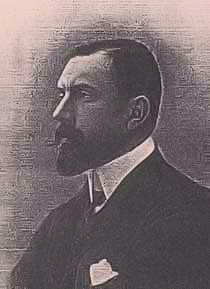
Stepan Pawlowitsch Rjabuschinski

Stepan Pawlowitsch Rjabuschinski (russisch Степан Павлович Рябушинский; * 1874 in Moskau; † 1942 in Mailand) war ein russischer Unternehmer, Bankier,  Ikonensammler und Mäzen.

## Leben
Rjabuschinski war der vierte Sohn des altgläubigen Unternehmers Pawel Michailowitsch Rjabuschinski. Seine Mutter Alexandra Stepanowna war die Tochter  des reichen Getreidehändlers Stepan Tarassowitsch Owssjannikow, der 1874 wegen Brandstiftung bei einem Konkurrenten zu Freiheitsverlust verurteilt wurde. Rjabuschinski absolvierte die Moskauer Akademie für Angewandte Handelswissenschaften. Darauf trat er in das väterliche Unternehmen ein. 1897 heiratete er Anna Alexandrowna Pribylowa. 1900–1902 ließ er sich von Fjodor Ossipowitsch Schechtel in der Moskauer Malaja Nikitskja Uliza 6 eine Villa im Stil der auf dem Jugendstil basierenden Moskauer Moderne bauen (heute Gorki-Museum). Ab 1907 gab er zusammen mit seinem Bruder Pawel die Zeitung Utro Rossiji (Russlands Morgen) heraus.

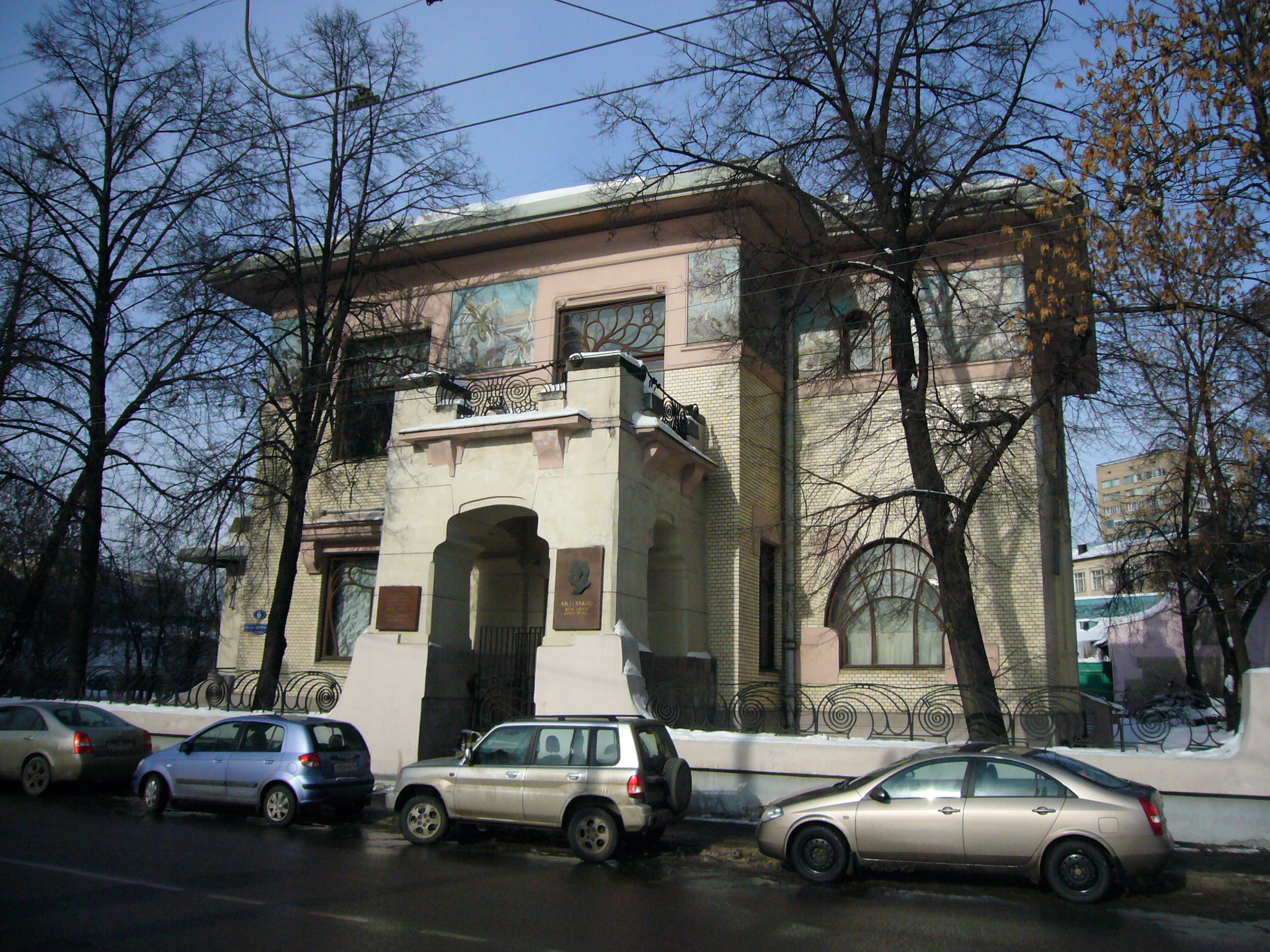
S.-P.-Rjabuschinski-Villa

Rjabuschinski war Teilhaber des Bankhauses Gebrüder Rjabuschinski (1902–1912). Das Bankgebäude wurden 1904 von Fjodor Ossipowitsch Schechtel gebaut. 1912 wurde die Bank durch die Moskauer Bank ersetzt, deren Verwaltungsrat Rjabuschinski dann angehörte.
Nach dem Toleranz-Ukas von 1905 zur Legalisierung der Altgläubigen begann Rjabuschinski, Ikonen zu sammeln. Er kaufte Ikonen in großer Zahl in ganz Russland und schenkte einige den Kirchen der Altgläubigen. Die Ikone der Gottesmutter von Smolensk, die nach der Restaurierung von 1812 nicht mehr von Kirche zu Kirche transferiert werden durfte, gab er an die Gemeinde der Altgläubigen am Rogoschskoje-Friedhof, in deren Kirchen sich die kostbarsten Ikonen befanden. Bis 1914 hatte er eine der besten Ikonensammlungen in Moskau zusammengestellt. Dazu eröffnete er eine Restaurierungswerkstatt. Auch sammelte er liturgisches Gerät. Er unterstützte Organisationen der Ikonenforschung und veröffentlichte selbst Fachaufsätze. Er war Ehrenmitglied des Moskauer Archäologischen Instituts.
1916 gründete Rjabuschinski mit seinen Brüdern Sergei und Wladimir und den Unternehmern Alexander Wassiljewitsch Kusnezow und Nikolai Alexandrowitsch Wtorow das erste russische Automobilunternehmen, die Moskauer Automobilgesellschaft (AMO). Die Produktion wurde so organisiert, dass leicht auf die Produktion von Flugzeugen umgestellt werden konnte, zumal Rjabuschinskis Bruder Dmitri das erste russische Aerodynamik-Institut gegründet hatte.
Während der Februarrevolution 1917 befand sich Rjabuschinski in den USA, um die Ausrüstung für die AMO-Fabrik zu bestellen. Er kehrte zurück und emigrierte nach der Oktoberrevolution mit seiner Frau und seinen zwei Kindern Jelena und Boris nach Italien.
Nach der Oktoberrevolution wurde Rjabuschinskis Ikonensammlung verstaatlicht. 53 Ikonen erhielt die Tretjakow-Galerie, und 128 Ikonen wurden in den staatlichen Museumsfonds eingelagert. Davon ging ein Teil an das Staatliche Historische Museum, während von dem Rest nach 1928 Teile an die Staatliche Kunstgalerie in Perm, das Kuban-Museum und den Antiquitätenmarkt gelangten. 2009 wurde in Moskau das private Ikonenmuseum Haus der Ikone eröffnet, das 2012 in das S.-P.-Rjabuschinski-Haus der Ikone und Malerei umbenannt wurde.